# Parateclaia norvegica
Parateclaia norvegica is een hydroïdpoliep uit de familie Teclaiidae. De poliep komt uit het geslacht Parateclaia. Parateclaia norvegica werd in 2006 voor het eerst wetenschappelijk beschreven door Hosia & Pages. 